# 中坑 (嘉義縣)
中坑，是臺灣嘉義縣大林鎮的一個傳統地域名稱，位於該鄉東南端。相較於今日行政區，其範圍大致包括中坑里不含西北部凸出部分最北端之外的地區、上林里東南部。

## 歷史
台灣日治初期，中坑地區為一街庄（舊制街庄），稱為「中坑庄」，隸屬於打貓東下堡。該庄西北與中林庄為鄰，北與大埔美庄為鄰，東與過山庄為鄰，東南與雙溪庄為鄰，南邊及西邊南段隔三疊溪與葉仔藔庄、陳厝藔庄、好收庄為界，西邊北段為頂員林庄。
1901年（日治明治三十四年）11月11日，全台設置二十廳，該庄隸屬於嘉義廳。1904年（明治三十七年）2月15日，該庄編入「中林區」，隸屬於嘉義廳。1909年（明治四十二年）10月25日，全台整併二十廳為十二廳，該庄仍隸屬於嘉義廳。1910年（明治四十三年）1月18日，各區管轄區域調整，該庄改隸屬於嘉義廳的「大莆林區」。
1920年（大正九年）10月1日，全台廢十二廳改設五州二廳，該庄改制為「中坑」大字，隸屬於臺南州嘉義郡大林庄（新制街庄）。1943年10月1日，大林庄升格為大林街。
戰後大林街改制為大林鎮，隸屬於臺南縣，大字亦改制為里。1950年（民國39年）10月25日，雲、嘉、南分治，大林鎮改隸屬於嘉義縣。

## 聚落
本地區發展較早的聚落有中坑、沙崙仔、蔴園藔、頂土庫等，在日治期初期的官方地圖上已有記載。

## 交通
國道3號又稱「福爾摩沙高速公路」，是貫穿台灣西部的兩條縱向高速公路之一，經過本地區中部略偏東地帶。最近的交流道在北側是縣道162號交會處的梅山交流道；在南側是縣道166號交會處（南出北入）暨其南邊縣道159號交會處北側迴轉道（北出南入）聯合運作的竹崎交流道（兩端之間設有側車道鄉道嘉147線可以互相連接）。由此等可快速前往國道3號沿線各地。
鄉道嘉101線是北勢至沙崙的道路。
鄉道嘉103線是沙崙至田寮的道路。
鄉道嘉103-1線是舊崎頭至土地公崎的道路。
鄉道嘉103-2線是開元後至龍岩的道路。
鄉道嘉104線是中林至大埔美的道路。
鄉道嘉104-1線是麻園寮至葉仔寮的道路。
鄉道嘉104-2線是溪底部至田頂的道路。
鄉道嘉106線是菁埔至大草埔的道路。
鄉道嘉106-1線是山仔腳至麻園寮的道路。
鄉道嘉114線是蛇仔巃至龍岩的道路。

## 學校
- 南華大學
- 龍岩國小(已廢校)
- 三和國小中坑分校（已廢校）

## 產業
- 大埔美精密機械園區（部分）